# دائرة أبو الحسن
دائرة أبو الحسن إحدى دوائر ولاية الشلف عاصمتها أبو الحسن. وتضم كل من بلديات أبو الحسن – تلعصة – تاجنة.